# غرانت تايلور (متزلج لوحي)
غرانت تايلور (بالإنجليزية: Grant Taylor)‏ هو متزلج لوحي أمريكي، ولد في 31 أكتوبر 1991.